# Dellwood (Minnesota)
Dellwood – miasto w Stanach Zjednoczonych, w stanie Minnesota, w hrabstwie Washington.